# Julița, Arad

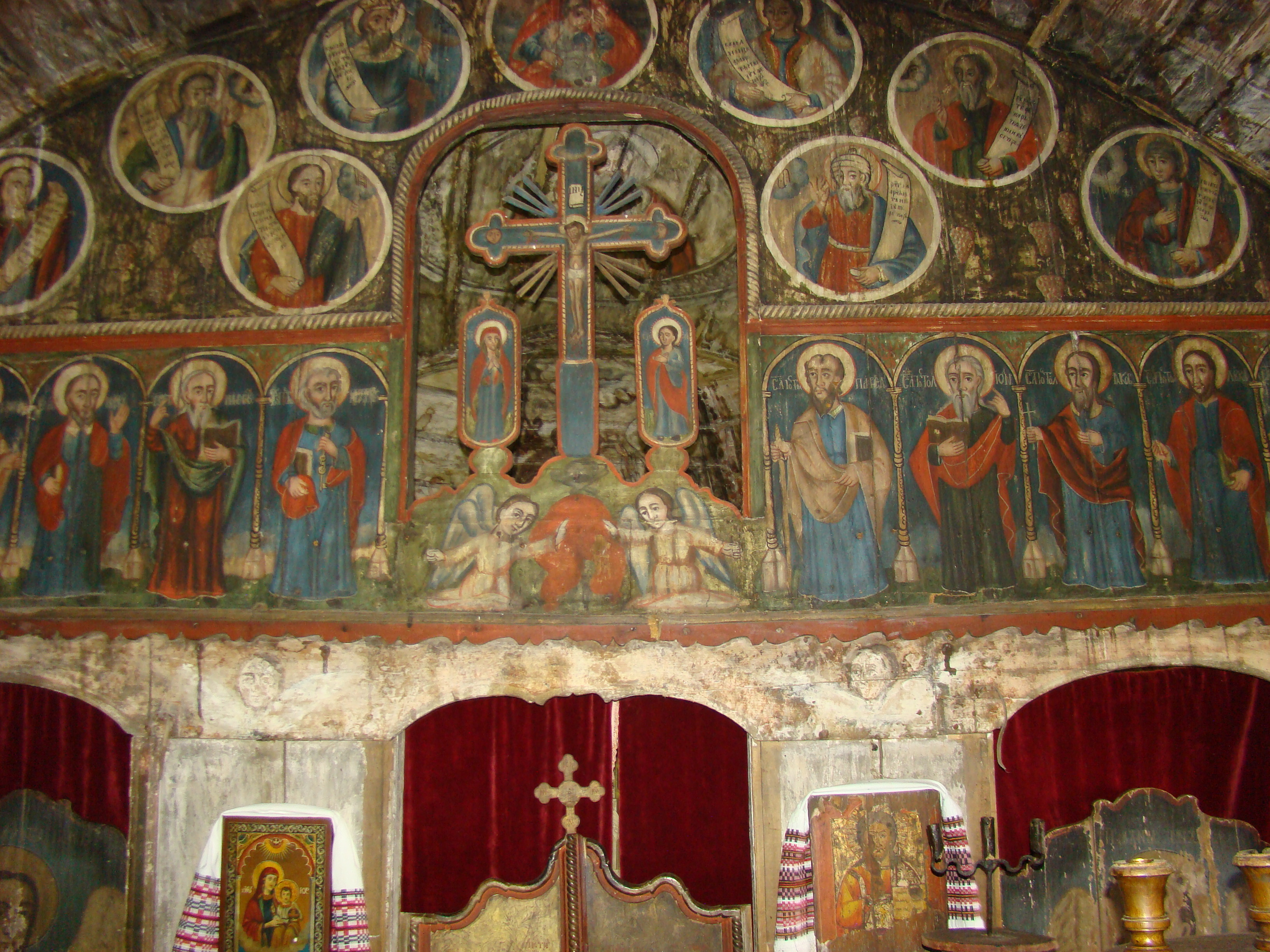
Interiorul bisericii de lemn din Juliţa

Julița este un sat în comuna Vărădia de Mureș din județul Arad, Crișana, România.
Biserica de lemn din sat a fost declarată monument istoric.

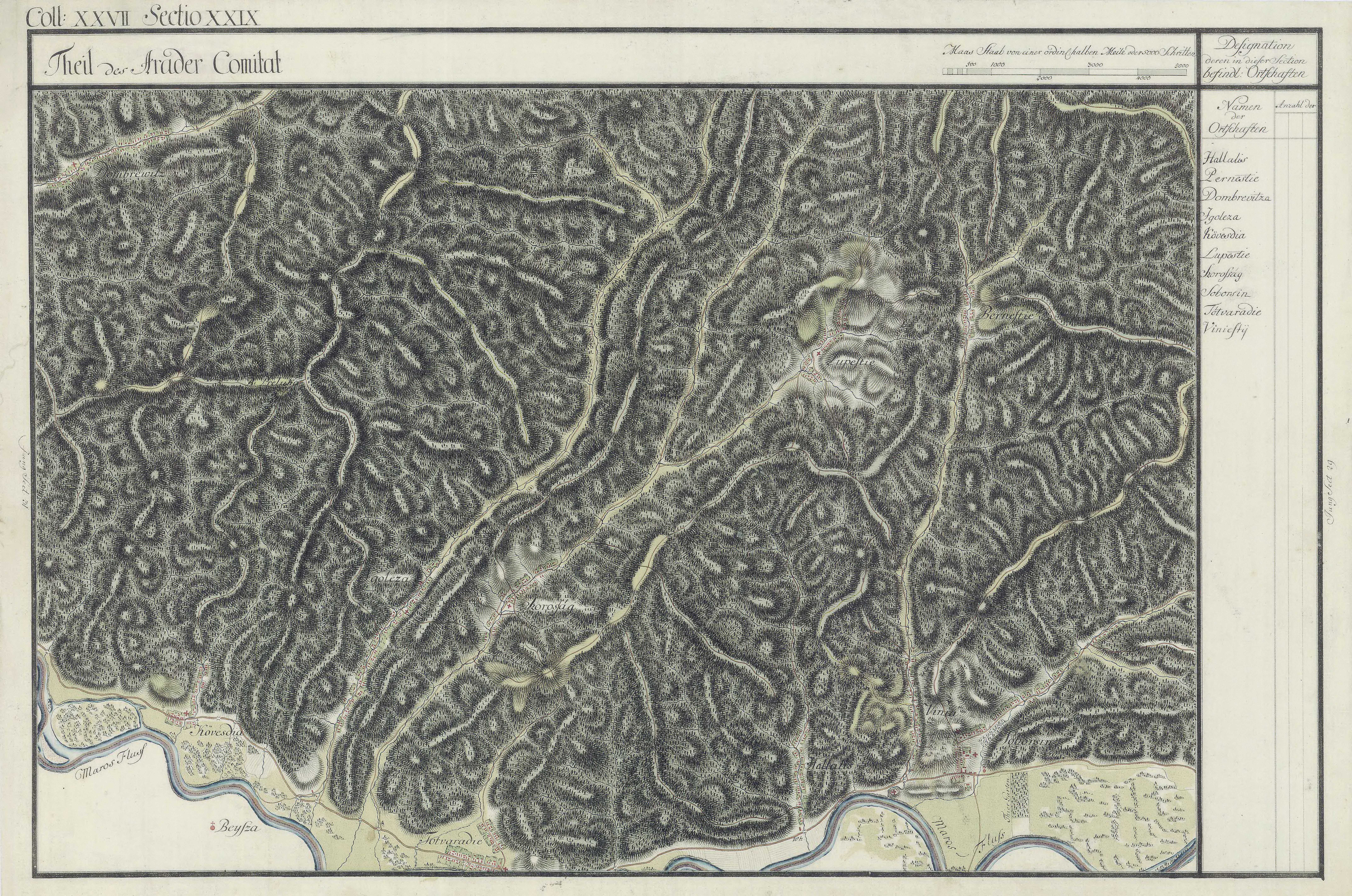
Julița în Harta Iosefină a Comitatului Arad